# Кибет, Хильда
Хильда Кибет — нидерландская бегунья на длинные дистанции.

## Биография
Родилась в небольшой деревне на границе Кении и Уганды. С 2001 года живёт в Нидерландах, но до 2007 года выступала на соревнованиях под кенийским флагом. В 2007 году получила нидерландское гражданство и с тех пор выступает за свою новую родину.
В 2004 и 2007 годах была победительницей 10-километрового пробега Parelloop. Победительница В 2008 году приняла участие в Олимпийских играх в Пекине, где на дистанции 10 000 метров заняла 15-е место. В этом же году стала чемпионкой Европы по кроссу и заняла 5-е место на чемпионате мира по кроссу в Эдинбурге.

## Достижения
- Победительница Нью-Йоркского полумарафона 2007 года — 1:10.32
- Победительница полумарафона CPC Loop Den Haag 2007 года — 1:09.43
- 3-е место на Амстердамском марафоне 2009 года — 2:30.33
- 2-е место на Роттердамском марафоне 2011 года — 2:24.27